# Truth and Soul
Truth and Soul è il secondo album in studio del gruppo musicale statunitense Fishbone, pubblicato nel 1988.

## Tracce
1. Freddie's Dead – 4:31 (Curtis Mayfield)
2. Ma and Pa – 3:19 (Angelo Moore, Kendall Jones)
3. Question of Life – 3:02 (Moore, Jones, John Norwood Fisher)
4. Pouring Rain – 5:13 (Chris Dowd)
5. Deep Inside – 1:22 (Moore, Fisher)
6. Mighty Long Way – 3:26 (Fisher)
7. I Like to Hide Behind My Glasses (traccia bonus CD Europa) – 4:43 (Dowd, Moore)
8. Bonin' in the Boneyard – 4:44 (Moore, Fisher, David Kahne)
9. One Day – 4:34 (Walter Kibby, Jones, Kahne)
10. Subliminal Fascism – 1:28 (Moore)
11. Slow Bus Movin' (Howard Beach Party) – 2:38 (Jones, Moore, Kibby, Philip "Fish" Fisher)
12. In the Name of Swing (traccia bonus CD Europa) – 2:46 (Moore, Fisher, Kahne)
13. Ghetto Soundwave – 4:24 (Jones)
14. Change – 2:58 (Jones, Dowd)

## Formazione
- Chris Dowd – voce, tastiera, trombone
- John Norwood Fisher – voce, basso
- Philip "Fish" Fisher – batteria, percussioni, voce
- Kendall Jones – voce, chitarra
- Walter A. Kibby II – voce, tromba
- Angelo Moore – voce, sassofono